# Ivarr de Dublin
Pour les articles homonymes, voir Ivarr.
Ivarr  (mort en 873), (irlandais : Ímar), était un roi viking actif en Irlande et dans le nord de la Grande-Bretagne pendant  vingt ans. Il fut co-roi de Dublin  de 853 à 873 et il est considéré comme l’ancêtre éponyme de la dynastie des Uí Ímair ou Uí Ímhair.

## Origine
Ivarr ou Ímar  est parfois identifié avec le mythique Ivarr Ragnarsson Boneless (i.e Ivarr sans os) le fils du non moins mythique Ragnar Lodbrok. Toutefois selon les Annales fragmentaires d'Irlande Ivarr dont l’origine est inconnue est le  frère des rois vikings Amlaíb ou Óláfr et Auisle

## Biographie
Les Annales irlandaises relèvent en 857 qu'Ivarr et son frère Óláfr défont dans le Munster un de leurs concurrents Caittil Find, identifié sans certitude avec le viking Ketill au Nez plat qui était à la tête d’une troupe de Vikings et d’Irlandais.
Le Chronicon Scotorum précise que l’année suivante, Ivarr, qui s’implique dans les querelles séculaires entre les dynastes irlandais, écrase le Cinél Fiachach sans doute avec l'aide de son allié irlandais Cerball mac Dúnlainge, roi d’Osraige.
Deux ans après, Ivarr, associé à Olaf mène une grande armée contre le royaume de Mide. Ensuite allié à un troisième roi Viking Auisle et cette fois aussi au roi de Mide Lorcan mac Cathal, ils dévastent le royaume de Flann mac Conaing en  863.
Les Annales d'Ulster relèvent qu’en 870, Ivarr accompagne de nouveau Óláfr lorsqu’ils  mettent le siège devant Dumbarton la capitale du royaume de Strathclyde et qu’il ramènent en Irlande l’année suivante des captifs Angles, Britons et Pictes. Le Chronicon indique qu’Ivarr revient bien avec des otages d’Alba mais ne mentionne pas de Pictes parmi eux
Ímar demeure seul après la disparition des sources d’Amlaíb Conung l’année suivante et les Chroniques d'Irlande s’accordent enfin pour relever sa mort en 873.

## Postérité
Les sources ne conservent curieusement que peu de  souvenirs de l‘activité des fils d’Ímar qui disparaissent rapidement : 
- Bárid mac Ímair (Bárðr ou Bárǫðr fils d'Ivarr), mort en 881.
- Sichfrith mac Ímair (Sigrodr fils d’Ivarr) assassiné par traîtrise par un  parent en  888[10]
- Sitriucc mac Ímair (Sigtryggr fils d’Ivarr) tué par d’autres Vikings  en 896[11].

Par contre ses petits-fils les Uí Ímair ou Uí Ímhair forment avec leurs descendants une dynastie de rois  Norvégiens-Gaëls qui seront actifs en Irlande et dans le nord de la Grande-Bretagne pendant les deux siècles suivants :
- Ragnall Uí Ímair
- Ivarr II Uí Ímair
- Sigtryggr Caoch
- Oláfr ou Amlaib Uí Ímair tué en 896[13]
- Gothfrith Uí Ímair